# Oldendorff Carriers
Oldendorff Carriers GmbH & Co. KG er et tysk tørlastrederi med hovedkvarter i Lübeck. Virksomheden er den største tyske bulk carrier-virksomhed og familiejet igennem Egon Oldendorff. De har en flåde på ca. 700 skibe.
De besøger 14.000 havne i 60 lande og transporterer årligt 320 mio. ton bulkgods.
19. februar 1921 indgår 21-årige Egon Oldendorff som partner i en shippingvirksomhed i Hamburg. Selskabet skiftede navn til Lilienfeld & Oldendorff og helt overtaget af Oldendorff ved udgangen af året.